# Mike Okoth Origi
Mike Origi Okoth (Murang'a, 16 de novembro de 1967) é um ex-futebolista profissional queniano que atuava como atacante.

## Seleção nacional
Mike Origi Okoth representou o elenco da Seleção Queniana de Futebol no Campeonato Africano das Nações de 1990, 1992 e 2004.

## Vida familiar
Mike Origi é pai do atacante belga Divock Origi, seu filho nasceu quando atuava na liga belga. Seu irmão, Austin Oduor, atuou no Campeonato Queniano pelo Gor Mahia, além de Gerald e Anthony Origi jogaram pelo Tusker FC. Seu sobrinho Arnold atua como goleiro pelo Lillestrøm no Campeonato Norueguês de Futebol e pela Seleção Queniana.